# Jugend ohne Gott (1991)
Jugend ohne Gott ist ein Fernsehfilm aus dem Jahr 1991. Es handelt sich um eine Verfilmung des Romans Jugend ohne Gott von Ödön von Horváth.

## Handlung
Rockstroh ist Geschichtslehrer zu Beginn der NS-Zeit in Deutschland. Im Aufsatz seines Schülers Otto Neidhart streicht er Passagen an, in denen sich Neidhart despektierlich über Schwarze äußert. Wenig später beschwert sich Ottos Vater, Rockstroh habe im Unterricht gesagt, auch Schwarze seien Menschen. Die Klasse verlangt eine andere Lehrkraft, scheitert aber mit ihrem Anliegen.
Wenig später nimmt Rockstroh mit seinen Schülern an einem vormilitärischen Ausbildungslager teil. Dabei erlebt er einen Überfall einer jugendlichen Räuberbande auf eine Bäuerin mit. Als dann auch im Zeltlager ein Photoapparat verschwindet, werden Nachtwachen eingerichtet, bei denen Rockstroh und der die Schüler ausbildende Feldwebel die Schüler zusätzlich überwachen.
Wenig später kommt es zu Streitigkeiten zwischen den im gleichen Zelt untergebrachten Schülern Heinrich und Otto; Otto kann nachts nicht schlafen, weil Heinrich in seinem Tagebuch schreibt. Da er zuvor Heinrich bei Kontakten mit Fremden während dessen Nachtwache beobachtet hat, liest Rockstroh in dem Tagebuch, welches enthüllt, dass der Schüler die Anführerin der Räuberbande, Eva, getroffen und sich in sie verliebt hat. Rockstroh scheitert daran, seine Spuren zu verwischen, woraufhin Heinrich fälschlicherweise Otto attackiert und ihm vorwirft, das Tagebuch aufgebrochen zu haben. Der Lehrer bringt es nicht über sich, diesen Irrtum öffentlich zu korrigieren, nimmt es sich jedoch für später vor, ohne dazu zu kommen.
Am nächsten Tag kehrt Otto nicht von den Marschübungen zurück; später wird seine Leiche gefunden, erschlagen mit einem Stein gegen den Kopf. Heinrich gesteht den Mord und wird vor Gericht gestellt, auch die mittlerweile gefasste Diebin Eva soll dort aussagen. Rockstroh, der sich die ganze Zeit über mit Fragen bezüglich der Gerechtigkeit Gottes geplagt hat, folgt seinem Gewissen und gesteht, dass er und nicht Otto das Tagebuch aufgebrochen hat. Nach seinem Vorbild verkündet auch Eva, nun die Wahrheit sagen zu wollen, und berichtet, dass nicht Heinrich Otto ermordet hat, wie dieser behauptete, um sie zu schützen, sondern ein anderer Junge. Diesen kann sie nur anhand seiner „Fischaugen“ beschreiben, wohinter der Lehrer sofort seinen Schüler Theodor erkennt.
Rockstroh findet seinen Verdacht bestätigt, als der nonkonformistische Schüler Berthold ihm von den beunruhigenden Eigenheiten Theodors berichtet, vor allem von dessen Faszination von extremen Erfahrungen, zu denen auch das Töten eines Menschen gehört. Doch verlaufen seine Ermittlungen und Befragungsversuche ins Leere und alarmieren den Verdächtigen, der aber ohnehin keinen anderen Ausweg sieht, als sich das Leben zu nehmen. Auf seinem Abschiedsbrief an seine Mutter gesteht Theodor, dass er vom Lehrer in den Tod getrieben wurde, weil dieser wusste, dass er es war, der Otto erschlagen hat.
Da Rockstroh nach seinem Geständnis vor Gericht Amt und Pensionsanspruch verloren hat, geht er als Lehrer an eine Missionarsschule in Afrika.

## Produktion und Veröffentlichung
Die Erstausstrahlung erfolgte am 24. November 1991 in der Länderkette des Deutschen Fernsehfunks.

## Kritiken
„Gleichnishaftes (Fernseh-)Drama nach dem Roman von Ödön von Horváth, der in einigen markanten Details signifikant abgewandelt wird, wobei die für den Roman bedeutsame Anwesenheit eines mahnenden und gütigen Gottes als relevantes Gegenbild zur verführten und verrohten Jugend nahezu ausgespart bleibt. Bestechend vor allem durch die ausgezeichneten Darstellerleistungen in den Hauptrollen.“